# Sonic the Fighters
Sonic the Fighters (conocido en Estados Unidos como Sonic Championship) es un videojuego de lucha desarrollado por Sega-AM2 para máquinas arcade. Emplea gráficos en 3D y cuenta con personajes y escenarios de la saga Sonic como luchadores.
Además de su versión recreativa, el juego puede encontrarse en el recopilatorio Sonic Gems Collection, disponible para GameCube y PlayStation 2. Fue relanzado en 2012 para PlayStation 3 y Xbox 360 incluyendo nuevos personajes jugables y un modo versus en línea , Y En 2017 (PlayStation Now) Sacaría En PlayStation 4 , PlayStation 5 , Microsoft Windows el Juego para Estas Plataformas y Retrocompatible Con Xbox Series X , Xbox Series S y Xbox One

## Modo de juego
Basándose en la mecánica de otros juegos como Fighting Vipers, Sonic the Fighters es un juego de lucha en el que hay que derrotar a nuestro rival, acabando con su energía o teniendo más que éste cuando el tiempo se termine. En el juego se establece como vencedor al mejor de 3 peleas y si el jugador gana, pasa al siguiente combate. En caso de derrota, hay 10 segundos de cuenta atrás para que el jugador decida si continúa luchando o no. Hay 4 niveles de dificultad.
El panel de control establece un joystick de 8 direcciones a la izquierda y un panel de 3 botones a la derecha, típico en otros juegos de Sega-AM2. Los 3 botones permiten las acciones de cubrirse, patada o puñetazo, y combinándolas se realizan ataques especiales o se esquivan golpes. El modo para cubrirse, llamado Barrier System (Sistema barrera) es un sistema de cobertura tradicional, pero con la salvedad de que puede agotarse si el luchador recibe golpes poderosos que minen sus defensas. Cuando la barrera ha sido golpeada 5 veces, el jugador no podrá bloquear más ataques y estará a merced del enemigo.

## Argumento
El Doctor Eggman, junto con Metal Sonic, ha construido el Death Egg II. Tails alerta de ello a Sonic y planean volar en una nave espacial llamada Lunar Fox para detenerlos. Sin embargo, la nave solo tiene espacio para un tripulante, por lo que se decide realizar un torneo de lucha para ver quien tendrá el honor de pilotar la nave.
El vencedor que derrote a los 8 rivales se enfrentará a Metal Sonic y el Doctor Eggman. Aunque todos los combates tienen una duración normal, el jugador tiene que derrotar a Eggman como jefe final en menos de 15 segundos.

## Desarrollo
La idea del juego surgió cuando Masahiro Sugiyama, uno de los diseñadores de Sega-AM2, decidió hacer unos diseños de Sonic y Tails adaptados al juego de lucha Fighting Vipers simplemente por diversión. Sin embargo, la idea gustó a Yu Suzuki, que le presentó la idea de un juego de lucha en 3D con Sonic a Hiroshi Katoka y Yuji Naka. A pesar de las reticencias iniciales de algunos directivos, el juego finalmente se aprobó y comenzó a desarrollarse por parte de Sega-AM2, utilizando el motor gráfico de Fighting Vipers y con el soporte de Sonic Team.
El juego salió en Japón para versión arcade en junio de 1996, y funcionaba con el hardware Sega Model 2 y suponía la primera incursión de un juego de la saga Sonic en 3D. También se ideó una versión para Sega Saturn, pero ésta no salió finalmente al mercado y fue cancelada. La música está compuesta por Maki Morrow y Takenobu Mitsuyoshi, y cuenta con influencias del house y eurobeat. Además salió al mercado la banda sonora, con 24 canciones del juego.

## Personajes

### Disponibles
- Sonic the Hedgehog: Erizo y personaje protagonista de la saga, utiliza su Spin Dash y resto de combinaciones normales para atacar a sus rivales.
- Miles "Tails" Prower: Zorro que utiliza sus 2 colas para atacar y volar, siendo esta su principal ventaja sobre sus rivales.
- Knuckles the Echidna: Equidna que basa sus ataques en puñetazos y golpes directos más poderosos que lo de sus rivales siendo el más fuerte del juego, aunque resulte algo más lento que los demás. Puede hacer también el Spin Dash.
- Amy Rose: Erizo, conocida en el juego como Rosy the Rascal. Se especializa en sus ataques defensivos y su habilidad, siendo poderosa al contraataque. También emplea un martillo (Piko Piko Hammer) como arma.
- Espio the Chameleon: Camaleón que basa sus ataques en sus habilidades como animal, sentidos e instintos.
- Fang the Sniper: Comadreja, basa sus ataques en proyectiles. Puede disparar su pistola Popgun dejando indefenso a su oponente, aunque cuando no cuenta con ella es bastante más débil.
- Bean the Dynamite: Pato de color verde que también basa sus ataques en proyectiles, lanzando bombas y explosivos a sus oponentes. También lanza picotazos.
- Bark the Polarbear: Oso polar de ataques poderosos y especializado en llaves y golpes a corta distancia, aunque también es el personaje más lento del juego.
- Super Sonic: Sonic puede transformarse en Super Sonic durante el Round 2 contra Metal Sonic si antes ha vencido todos los combates sin haber perdido ningún solo asalto.

Destacan el debut de Bean y Bark como personajes de la saga Sonic y la reaparición de otros como Fang the Sniper. También existen personajes clon que se activan cuando, en el modo de 2 jugadores, ambos escogen el mismo luchador. En ese caso, el segundo luchador aparecerá en una escala de grises.

### Personajes no jugables
Los siguientes son Personajes no controlables
- Metal Sonic: Primer jefe final, es un robot con un amplio rango de movimientos(muy similares a sonic, tails, knuckles.) y un láser insertado en su pecho que funciona como ataque proyectil .

- Doctor Eggman - Segundo y definitivo jefe final. Se le debe derrotar en menos de 15 segundos para activar el final feliz del juego.

### Personajes eliminados
- Honey the Cat: Gata de color amarillo que puede correr a gran velocidad y puede golpear o patear fuertemente a sus enemigos. Solo se podrá acceder a ella mediante hacking y en la plantilla de selección, aparece su imagen pero en vez de su nombre (que después aparece en la barra de vida) aparece ???. En el Remake HD para Xbox 360 Honey es un personaje oculto seleccionable con todos las fallas corregidas. Es la adaptación al mundo de Sonic de Honey/Candy, una de las luchadoras de Fighting Vipers

- Rocket Metal: Aparece en una escena transformándose de una nave-cohete a un Metal Sonic. Aunque en realidad, "hackeando" o bien utilizando trucos, es un personaje jugable.
- Robot del Doctor Eggman: No es un jefe ni tiene papel en el juego. Mediante hacks se puede jugar con este personaje. Tiene una velocidad lenta y ataques rápidos.

- Ray the Flying Squirrel: Iba a ser el locutor pero al final fue desechado.

## Escenarios
- Sonic the Hedgehog: Giant Wing
- Miles "Tails" Prower: Canyon Cruise
- Knuckles: South Island
- Amy Rose: Flying Carpet
- Espio the Chameleon: Mushroom Hill
- Bark the Polarbear: Aurora Icefield
- Fang the Sniper: Casino Night
- Bean the Dynamite: Dynamite Plant
- Metal Sonic: Death Egg's Eye
- Doctor Eggman: Death Egg's Hangar
- Honey the Cat: Sunset Town (posiblemente)

## Repercusión
La versión arcade salió al mercado en Japón y Estados Unidos. Sin embargo, en el país norteamericano SEGA América estimó que el juego daba una imagen violenta y negativa a su público objetivo, por lo que se distribuyeron pocas copias en ese país.
Aunque se ideó una versión para Sega Saturn que no prosperó, 2 de los personajes debutantes de este juego, Bean the Dynamite y Bark the Polarbear, aparecerían en el videojuego Fighters Megamix para esa plataforma.
Años más tarde otro juego para Game Boy Advance, llamado Sonic Battle, retomaría esa fórmula iniciada por Sonic the Fighters de juegos de lucha de la saga.
En 2012 fue creado un remake del juego para PlayStation 3 y Xbox 360 a través de Xbox Live Arcade y PlayStation Network con Eggman, Metal Sonic y Honey como personajes jugables ocultos.La versión fue lanzada junto con Virtua Fighter 2 y Fighting Vipers para PlayStation 3 y Xbox 360.

## Curiosidades
- El origen de Bean the Dynamite está basado en otro videojuego de Sega, llamado Dynamite Dux. Dicho juego era una versión recreativa lanzada en 1988 (más una versión para Master System un año después) en la que un pato, de color azul, tenía que acabar con los enemigos que aparecían en pantalla en un beat em up con toques cómicos. Sus ataques eran simples puñetazos, pero luego contaba con proyectiles y dinamita que lanzaba a sus enemigos. Para Sonic the fighters se hicieron varios retoques como un resideño adaptado a las 3D y el cambio de color del personaje al verde.
- La versión norteamericana de la recreativa tiene varios cambios con respecto a la original, entre ellas el cambio del título a Sonic Championship y la traducción de algunos nombres como Doctor Robotnik al Doctor Eggman. En Sonic Gems Collection se mantienen dichos cambios tanto para la versión americana como para la europea.
- Super Sonic es sin discusión el personaje más poderoso del juego, ya que es invencible. Sin embargo, es el personaje más difícil de conseguir, ya que es muy difícil pasar todas las peleas sin perder ni una sola contra Metal Sonic. Sin embargo, Super Sonic nunca es desbloqueado y se debe repetir el proceso cuando se quiera jugar con él.
- El juego dice que para activar la nave Lunar Fox de Tails se necesitan 8 Esmeraldas del Caos cuando en realidad son 7. Probablemente cuenta a la Master Emerald.
- La nave de Tails posiblemente sea una parodia de Star Fox
- En la introducción sale un robot con aspecto de Metal Sonic pero con cabeza de cohete. Muchos creían que era un personaje jugable pero no lo era. Hoy en día se lo conoce como Rocket Metal y es uno de los personajes más extraños de toda la saga de Sonic.
- En la plantilla de selección de personajes, hay un error de traducción: al señalar a Bark the Polarbear, dice Polerbear; allí se le remplazó la A por una E.
- Antes de Sonic the Fighters/Sonic Championship en el código del juego Fighting Vipers, aparecía la posibilidad de jugar con Sonic y Tails, pero esto solo se puede mediante hacking.